# Intel Core Duo
O Intel Core foi uma linha de processadores fabricado pela Intel, usando a tecnologia Napa, nas versões:
- Core Solo, composto por chip de um núcleo;
- Core Duo, composto por chip com dois núcleos, tendo cache L2 de 2 MB compartilhado por ambos os núcleos.

## Problemas deste processador e o Sistema Operativo Windows XP
Nos computadores portáteis equipados com este processador a vida da bateria é reduzida em cerca de 15% quando um dispositivo USB2.0 está ligado. Core Duo é uma nova nomenclatura dada aos processadores de nova geração da Intel substituindo os HT, que fazem um trabalho similar, porém com desempenho bem abaixo, pois simulam ter dois núcleos. 